# Denis Verdini

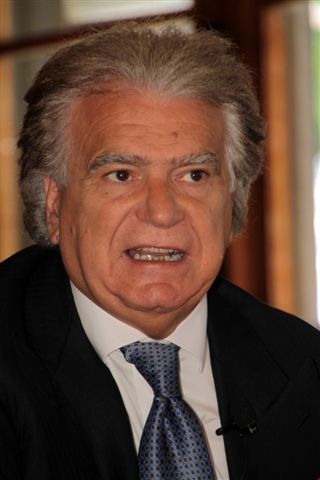
Denis Verdini (2010)

Denis Verdini (* 8. Mai 1951 in Fivizzano, Provinz Massa-Carrara) ist ein italienischer Bankier und Politiker. Er war Koordinator der Parteien Forza Italia (2008–09) und Il Popolo della Libertà (2009–2013) sowie Mitglied des italienischen Senats (2013–2018).

## Leben
Denis Verdini absolvierte ein Studium der Politischen Wissenschaften an der Universität Florenz, wo der spätere Ministerpräsident Giovanni Spadolini (PRI) einer seiner Professoren war. Anschließend praktizierte er als Steuerberater. Im Jahr 1991 wurde Verdini Vorstandsvorsitzender der Genossenschaftsbank Cassa Rurale e Artigiana di Campi Bisenzio (Landwirtschafts- und Handwerkskasse Campi Bisenzio), aus der das Institut Credito Cooperativo Fiorentino hervorging. Unter Verdinis Führung wurde die Zahl der Gesellschafter bis 2009 mehr als verdoppelt, die Summe der Anlagen erhöhte sich von 15 Millionen 405 Millionen. Im akademischen Jahr 1996/97 lehrte er Wirtschaftsgeschichte an der Libera Università Internazionale degli Studi Sociali (LUISS) in Rom. Er war Aktionär der von Giuliano Ferrara herausgegebenen Tageszeitung Il Foglio und schreibt auch für Il Tempo und La Nazione.
Verdini war in den 1980er-Jahren Mitglied der Partito Socialista Italiano (PSI). Bei der Parlamentswahl 1992 trat er für die Partito Repubblicano Italiano (PRI) an, 1994 für den Patto Segni – jeweils ohne Erfolg. Anschließend trat er Silvio Berlusconis Partei Forza Italia bei, für die er 1995 in den Regionalrat der Toskana gewählt wurde. Er wurde Vizepräsident des Regionalrats. Fünf Jahre später wurde er wiedergewählt. Bei der Parlamentswahl 2001 wurde Verdini für Forza Italia in die Camera dei deputati gewählt, der er bis 2013 angehörte. Im Mai 2008 wurde Verdini Koordinator der Partei Forza Italia, zuständig für die Fusion mit der Alleanza Nazionale und Bildung der Mitte-rechts-Sammelpartei Il Popolo della Libertà (PdL). Nach der erfolgten Fusion im März 2009 war er bis 2013 einer der drei Koordinatoren der PdL. Er galt als enger Vertrauter des damaligen Ministerpräsidenten Silvio Berlusconi.
Bei der Parlamentswahl 2013 wurde Verdini als Vertreter der Toskana in den italienischen Senat gewählt. Nach der Spaltung der PdL im November 2013 war er wieder Mitglied von Forza Italia, die seither in der Opposition war. Verdini befürwortete den im Januar 2014 zwischen Berlusconi und dem Vorsitzenden der Regierungspartei PD, Matteo Renzi, ausgehandelten Patto del Nazareno für Verfassungsreformen und ein neues Wahlrecht. Im Juli 2015 brach Verdini mit Berlusconi und trat aus Forza Italia aus. Er gründete anschließend mit weiteren FI-Abweichlern und Senatoren kleinerer Mitte-rechts-Parteien die Senatsfraktion Alleanza Liberalpopolare-Autonomie (ALA), die mit der Regierung Renzi für die Verfassungsreformen stimmte. Die Verfassungsänderung scheiterte beim Verfassungsreferendum im Dezember 2016. Die anschließend gebildete Regierung Gentiloni unterstützte Verdinis Fraktion nicht mehr. Zur Parlamentswahl 2018 bildete er eine gemeinsame Liste von ALA und PRI, verlor aber seinen Senatssitz.
Wegen kriminellen Bankrotts des Credito Cooperativo Fiorentino wurde Verdini 2017 in erster Instanz zu neun Jahren Haft verurteilt, außerdem erhielt er ein lebenslanges Verbot, öffentliche Ämter zu bekleiden. Das Berufungsgericht milderte die Strafe auf sechs Jahre und zehn Monate ab, was der Kassationsgerichtshof im November 2020 letztinstanzlich bestätigte. Wegen betrügerischen Bankrotts im Fall der Verlagsgesellschaft Società Toscana di edizioni verurteilte ihn ein Gericht in Florenz zu weiteren fünfeinhalb Jahren Haft.